# 宇留木康二
宇留木 康二（、1917年3月1日 - 没年不詳）は、日本の元俳優。別名は宇留木 耕嗣（読み同じ）、宇留多耕司、宇留木康三など。姓は「宇畄木」と略字体で表記される場合もある。山形県出身。

## 人物・来歴
東宝の俳優で同じ山形県出身の中島春雄によれば、宇留木は赤湯温泉にある旅館の息子であった。戦時中は陸軍に所属して満州へ出征しており、復員後に東宝の専属俳優となる。
クレジットされる作品は少ないが、特撮映画を始め、ジャンルを問わず数多くの作品に出演した。1965年頃には芸名を宇留木 康二（読み同じ）に改名している。
1971年に東宝専属俳優の一斉解雇が行われた後は主にテレビに活動の場を移し、1970年代末まで俳優業を続けた。しかし、以後の消息は明らかでない。
中島春雄によると、あるロケで宇留木自身は泳ぐのが苦手だったにもかかわらず、高所から水に落ちるという危険な役柄を買って出て、無事ではあったが周囲を心配させることがあったという。

## 出演作品

### 映画
- ゴジラシリーズ
  - ゴジラ（1954年）：しきねのアナウンサー助手[4][注釈 1]
  - ゴジラの逆襲（1955年）：北海丸船員[要出典]
  - モスラ対ゴジラ（1964年）：記者[7][2]
  - 三大怪獣 地球最大の決戦（1964年）：ラドン[4][2][8][注釈 2]
  - ゴジラ・エビラ・モスラ 南海の大決闘（1966年）：記者[要出典]
  - 怪獣総進撃（1968年）：国連科学委員会技師[要出典][注釈 1]
  - ゴジラ対ヘドラ（1971年）：麻雀をする男[11]
  - メカゴジラの逆襲（1975年）：防衛隊幹部[2]
- 空の大怪獣 ラドン（1956年）：防衛隊幹部[要出典]
- 最後の脱走（1957年）：兵隊
- 青い山脈 正・続編（1957年）：青年
- 地球防衛軍（1957年）：拡声器を持った防衛隊員・円盤を見上げる男[要出典]
- 変身人間シリーズ
  - 美女と液体人間（1958年）：刑事[注釈 1]
  - 電送人間（1960年）：捜査本部の刑事[要出典]
  - マタンゴ（1963年）：マタンゴ[2][12]
- 大怪獣バラン（1958年）：防衛隊幹部[要出典]
- 暗黒街の顔役（1959年）：コステロの部下
- コタンの口笛（1959年）
- 潜水艦イ-57降伏せず（1959年）：前田一曹[13][2]
- 日本誕生（1959年）：高天原の神[要出典]
- 宇宙大戦争（1959年）：警官[要出典]
- 暗黒街の対決（1960年）：検問の警官
- ハワイ・ミッドウェイ大海空戦 太平洋の嵐（1960年）：飛龍の士官[要出典]
- 暗黒街の弾痕（1961年）：能中の子分
- 顔役暁に死す（1961年）：倉岡署の警官
- モスラ（1961年）：防衛隊幹部[要出典]
- 世界大戦争（1961年）：郵便配達員[14]
- 椿三十郎（1962年）：大目付の配下
- サラリーマン清水港（1962年）：専務車掌
- 太平洋の翼（1963年）：石井上飛曹（硫黄島）[15]
- 海底軍艦（1963年）：刑事[1][注釈 1]
- 宇宙大怪獣ドゴラ（1964年）：警官[16]
- 血と砂（1965年）：演奏を聴く兵隊
- 国際秘密警察 鍵の鍵（1965年）：トンワン人の男
- クレージー映画
  - 大冒険（1965年）：刑事[要出典]
  - クレージーの無責任清水港（1966年）：勘助の子分
  - クレージーの怪盗ジバコ（1967年）：彦根検問所の警官[注釈 1]
- 100発100中（1965年）：ルボワの部下
- フランケンシュタインの怪獣 サンダ対ガイラ（1966年）：自衛隊幹部[要出典][注釈 1]
- キングコングの逆襲（1967年）：輸送船船員[要出典]
- 首（1968年）：奥村登
- 斬る（1968年）
- 東宝8.15シリーズ
  - 連合艦隊司令長官 山本五十六（1968年）：参謀（ガダルカナル）[17]
  - 激動の昭和史 沖縄決戦（1971年）：視察付添いの兵[要出典]
- 奇々怪々 俺は誰だ?!（1969年）：工場の職員・空港の男
- 水戸黄門漫遊記（1969年）：壺振り
- 待ち伏せ（1970年）：仲間
- 卒業旅行 Little Adventurer（1973年）：警官
- 王将（1973年）：新聞記者
- 青春の門（1975年）：朝鮮人
- 大地の子守歌（1976年）
- 続人間革命（1976年）

### テレビ
- ウルトラQ 第8話「甘い蜜の恐怖」[2]：村人[6][注釈 3]
- 荒野の素浪人 第27話：賞金稼ぎ
- ワイルド7 第7話：男
- 伝七捕物帳 第104話「無実の獄門」（1976年、NTV）
- 西遊記 第8話：村人
- 大江戸捜査網（第3シリーズ） 第104話
- 少年探偵団 第5・6話「墓場からの使者1・2」：吉岡
- 太陽にほえろ! 第54話「汚れなき刑事魂」：林和正
- 鬼平犯科帳 (丹波哲郎版)
- 日本沈没 第20話「沈みゆく北海道」：厳しい自衛隊指揮官[6][注釈 1]
- 江戸の渦潮 第9話「日陰の花に朝が来た」